# Impacto da invasão russa da Ucrânia em 2022 nas usinas nucleares
A Ucrânia abriga quatro usinas nucleares, bem como a Zona de Exclusão de Chernobyl, local do desastre de Chernobyl em 1986. Em 11 de março, tanto Chernobyl quanto a Usina Nuclear de Zaporizhzhia haviam recebido batalhas durante a invasão russa da Ucrânia em 2022. A invasão gerou uma discussão significativa sobre o status das usinas, incluindo o medo de possíveis desastres; e também gerou debates sobre programas de energia nuclear em outros países europeus.

## Batalhas
A Batalha de Chernobyl ocorreu em 24 de fevereiro, o primeiro dia da invasão, como parte da ofensiva de Kiev. As forças russas capturaram a zona de exclusão no mesmo dia.
O cerco de Enerhodar começou em 28 de fevereiro, quando as forças russas avançaram durante a ofensiva no sul da Ucrânia. O ataque russo à Usina Nuclear de Zaporizhzhia começou em 3 de março, capturando a usina no dia seguinte. Em 6 de março, a AIEA divulgou um comunicado expressando preocupação com a possível interferência militar russa nas operações da usina e com os cortes nas redes móveis e de internet que a usina usava para comunicações.

## Preocupações de segurança
Desde a ocupação de Chernobyl e da usina de Zaporizhzhia, várias preocupações de segurança foram levantadas pela AIEA e pelo governo ucraniano, incluindo a falta de descanso adequado aos funcionários e a falta de manutenção regular. Farmácias em vários países europeus relataram a venda de pílulas de iodo nas primeiras duas semanas após a invasão. No entanto, várias autoridades europeias em matéria de segurança nuclear concluíram até à data que não existe perigo imediato de ocorrência de uma catástrofe radioativa significativa.
Em 6 de março, o presidente francês Emmanuel Macron conversou com o presidente russo, Vladimir Putin, na qual instou Putin a "garantir a segurança dessas usinas e que elas sejam excluídas do conflito". Após a ligação, o Kremlin divulgou um comunicado dizendo que estava disposto a se envolver em negociações com a AIEA e o governo ucraniano para garantir essa segurança.

## Debates sobre energia nuclear na Europa
A invasão da Ucrânia provocou uma discussão crescente sobre o futuro da energia nuclear na Europa, com vários comentaristas defendendo o aumento da geração de energia nuclear para diminuir a dependência do gás natural importado da Rússia.
A Alemanha, em particular, tem visto debates sobre a eliminação da energia nuclear, que supervisionou o fechamento da maioria das usinas nucleares no país desde 2011, com as três restantes também devendo ser fechadas. Em 28 de fevereiro, o ministro da economia alemão declarou que o governo alemão consideraria suspender a desativação das usinas nucleares remanescentes no país. No entanto, em 9 de março, a Alemanha divulgou um comunicado rejeitando os pedidos para suspender a eliminação da energia nuclear. A Bélgica também viu debates sobre a extensão da vida útil de seus reatores nucleares existentes.
George Monbiot escreveu no The Guardian que a Europa "recebe coletivamente 41% de suas importações de gás e 27% de suas importações de petróleo da Rússia", argumentando que a Europa "reduziu-se a uma dependência covarde desse governo despótico, por meio de uma falha sombria em nos afastar combustíveis fósseis."
Alguns comentaristas também levantaram questões sobre as exportações russas de tecnologia de energia nuclear. Na Finlândia, o projeto da Usina Nuclear de Hanhikivi foi cancelado devido à invasão. Hartmut Winkler, da Universidade de Joanesburgo, afirmou que a empresa estatal russa de energia nuclear Rosatom enfrentou uma perda significativa de negócios internacionais devido à invasão, afirmando que "a era das construções nucleares estrangeiras russas provavelmente terminará em breve".